# Música computacional
Música computacional é a música gerada ou composta com o auxílio de computadores. Também refere-se ao campo de estudo que examina tanto a teoria quanto a aplicação de novas e existentes tecnologias nas áreas de música, desenho de som e difusão, acústica, síntese de som, processamento digital de sinais e psicoacústica. Suas origens estão na música eletrônica e nos primeiros experimentos e inovações com instrumentos eletrônicos no século XX.
Muito do trabalho nessa área está na relação entre a teoria musical e a matemática. A primeira composição de computador foi gerada na Austrália por Geoff Hill no computador CSIRAC. Posteriormente, Lejaren Hiller usou um computador na década de 1950 para produzir trabalhos que eram então executados por músicos convencionais. O trabalho de Max Mathews nos Laboratórios Bell resultaram no influente programa de computador MUSIC I. A tecnologia MIDI permitiu que computadores pessoais interagissem com sintetizadores através de uma interface comum.